# Episodi di Armstrong Circle Theatre (ottava stagione)
L'ottava stagione della serie televisiva Teatro di Armstrong (Armstrong Circle Theatre) è stata trasmessa in anteprima negli Stati Uniti d'America dalla CBS tra il 2 ottobre 1957 e l'11 giugno 1958.
In Italia la stagione è stata trasmessa da Telecapri News dal 3 maggio al 12 luglio 2012.
| nº | Titolo originale                        | Titolo italiano | Prima TV USA     | Prima TV Italia |
| -- | --------------------------------------- | --------------- | ---------------- | --------------- |
| 1  | Buried 2000 Years: The Dead Sea Scrolls |                 | 2 ottobre 1957   |                 |
| 2  | Crisis on Tangier Island                |                 | 16 ottobre 1957  |                 |
| 3  | Assignment: Junkies' Alley              |                 | 30 ottobre 1957  |                 |
| 4  | John Doe #154                           |                 | 13 novembre 1957 |                 |
| 5  | Have Jacket, Will Travel                |                 | 27 novembre 1957 |                 |
| 6  | Thief of Diamonds                       |                 | 11 dicembre 1957 |                 |
| 7  | The Shepherd of Paris                   |                 | 25 dicembre 1957 |                 |
| 8  | The Mummy Complex                       |                 | 8 gennaio 1958   |                 |
| 9  | U.F.O: Enigma of the Skies              |                 | 22 gennaio 1958  |                 |
| 10 | The New Class                           |                 | 5 febbraio 1958  |                 |
| 11 | Have Jacket Will Travel                 |                 | 19 febbraio 1957 |                 |
| 12 | Episodio 8x12                           |                 | 1957             |                 |
| 13 | The Meanest Crime in the World          |                 | 19 marzo 1958    |                 |
| 14 | The Trusted Thief                       |                 | 2 aprile 1958    |                 |
| 16 | Accused of Murder                       |                 | 14 maggio 1958   |                 |
| 17 | Episodio 8x17                           |                 | 1958             |                 |
| 18 | Twelve Cases of Murder                  |                 | 25 giugno 1958   |                 |
| 19 | Episodio 8x19                           |                 | 1958             |                 |
| 20 | Thirty Days to Reconsider               |                 | 5 marzo 1958     |                 |
| 21 | Episodio 8x21                           |                 | 1958             |                 |
| 22 | Kidnap Story: Hold for Release          |                 | 11 giugno 1958   |                 |